# غبردين

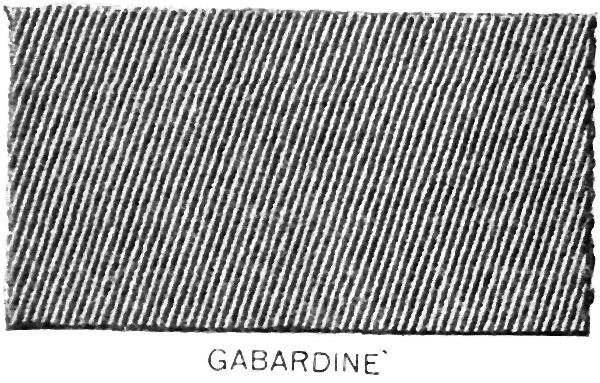
نسيج غبردين

نسيج الغَبَردِين هو نسيج أو قماش خشن ومتين ومنسوج بشكل وثيق.

## أصل الكلمة
معنى كلمة غبردين هو القماش المتين. كانت تستخدم الكلمة للإشارة إلى اللباس أو الغطاء القماشي منذ تسعينات القرن ال16، ثم بدأ استخدامها بالمعنى الحالي في 1904. أخذت الكلمة الحالية من كلمة gabardine (بمعنى سترة طويلة أو عباءة فضفاضة).

## التاريخ
اخترع توماس بربيري، مؤسس شركة ودار أزياء بربيري نسيج الغبردين في 1879، وحصل على براءة اختراعه في 1888. استخدم نسيج الغبردين من قبل المستكشفين القطبيين مثل روال أموندسن، أول إنسان يصل إلى القطب الجنوبي في 1911؛ وإرنست شاكلتون، الذي قاد حملة في 1914 لعبور القارة القطبية الجنوبية، وكذلك جورج مالوري في محاولته لصعود جبل إفرست.

## النسيج
يتم صناعة الغبردين التقليدي من ألياف الصوف، ولكن في بعض الأحيان يستخدم القطن والبوليستر أو يكون النسيج منقوشاً بهما. يكون الغبردين منسوجاً بطريقة السدى بشكل حاد أو كنسيج مبرد عادي، مع ضلوع قطرية بارزة من الأمام وسطح أملس من الخلف. دائماً ما يكون بنسيج الغبردين سدى أكثر من خيوط اللحمة.

## الاستخدام
يستخدم نسيج الغبردين في صناعة البذل، والمعاطف، والسراويل، والأزياء الموحدة، والسترات، وغيرها.